# بيرد كفالهايم
بيرد كفالهايم (بالنرويجية البوكمول: Bård Kvalheim)‏ هو منافس ألعاب قوى نرويجي، ولد في 17 سبتمبر 1973.

## وصلات خارجية
- بيرد كفالهايم على موقع الاتحاد الدولي لألعاب القوى (الإنجليزية)